# داستين لونش
داستين لونش (بالإنجليزية: Dustin Lynch)‏ هو مغن مؤلف ومغني أمريكي، ولد في 14 مايو 1985 في تولاهوما في الولايات المتحدة.

## وصلات خارجية
- الموقع الرسمي
- داستين لونش على موقع IMDb (الإنجليزية)
- داستين لونش على موقع روتن توميتوز (الإنجليزية)
- داستين لونش على موقع ميوزك برينز (الإنجليزية)
- داستين لونش على موقع رولينغ ستون (الإنجليزية)
- داستين لونش على موقع أول ميوزيك (الإنجليزية)
- داستين لونش على موقع ديسكوغز (الإنجليزية)
- داستين لونش على موقع قاعدة بيانات الفيلم (الإنجليزية)